# Copa de las Naciones UCI sub-23 2015
La Copa de las Naciones UCI sub-23 2015, fue la novena edición del calendario ciclístico creado por la Unión Ciclista Internacional para corredores menores de 23 años. Los puntos obtenidos en las mismas dieron como ganador a Italia quedando Noruega y Dinamarca en segundo y tercer lugar respectivamente.
Estuvo compuesta por nueve carreras, dos más que en la edición anterior, al ingresar al calendario la Carrera de la Paz sub-23 y el Trofeo Almar.

## Resultados
| Fecha     | País            | Carrera                                | Categoría | Vencedor             | Líder     |
| --------- | --------------- | -------------------------------------- | --------- | -------------------- | --------- |
| 14/2      | Tailandia       | Campeonato Asiático en Ruta sub-23     | CC        | Yuma Koishi          | Japón     |
| 11/4      | Bélgica         | Tour de Flandes sub-23                 | 1.Ncup    | Alexander Edmondson  | Australia |
| 15/4      | Francia         | La Côte Picarde                        | 1.Ncup    | Simone Consonni      | Italia    |
| 17/4-18/4 | Países Bajos    | ZLM Roompot Tour                       | 2.Ncup    | Søren Kragh Andersen | Dinamarca |
| 9/5       | México          | Campeonato Panamericano en Ruta sub-23 | CC        | Jonathan Restrepo    | Dinamarca |
| 29/5-31/5 | República Checa | Carrera de la Paz sub-23               | 2.Ncup    | Gregor Mühlberger    | Noruega   |
| 26/7      | Italia          | Trofeo Almar                           | 1.Ncup    | Gianni Moscon        | Italia    |
| 9/8       | Estonia         | Campeonato Europeo en Ruta sub-23      | CC        | Erik Baška           | Italia    |
| 22/8-29/8 | Francia         | Tour del Porvenir                      | 2.Ncup    | Marc Soler           | Italia    |

## Clasificación
| Pos. | País         | Puntos |
| ---- | ------------ | ------ |
| 1.º  | Italia       | 103    |
| 2.º  | Noruega      | 81     |
| 3.º  | Dinamarca    | 79     |
| 4.º  | Rusia        | 75     |
| 5.º  | Francia      | 73     |
| 6.º  | Bélgica      | 72     |
| 7.º  | Alemania     | 52     |
| 8.º  | Australia    | 47     |
| 9.º  | Austria      | 45     |
| 10.º | Países Bajos | 44     |